# 罗伯·波特曼
羅伯特·瓊斯·「罗伯」·波特曼（英語：Robert Jones "Rob" Portman，1955年12月19日—），是一位美国律师，曾任俄亥俄州共和黨参议员。波特从1993年到2005年代表俄亥俄州第二國會選區在美国众议院任职，並连续7次以超过70%的投票赢得了国会选举。
波特曼在参议院的表決中有90%的投票与其党派相符，被認為是温和派共和党人之一。他曾和克里斯·墨菲发起《反外国宣传与造谣法案》。

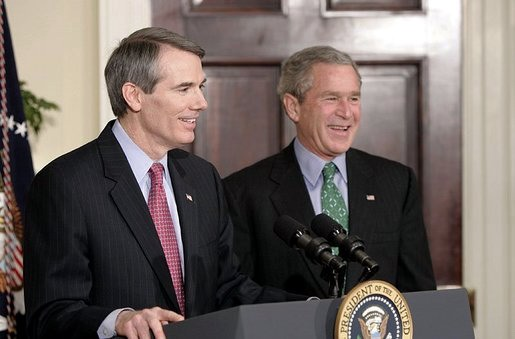
波特曼与总统乔治·沃克·布什（2005年3月17日）

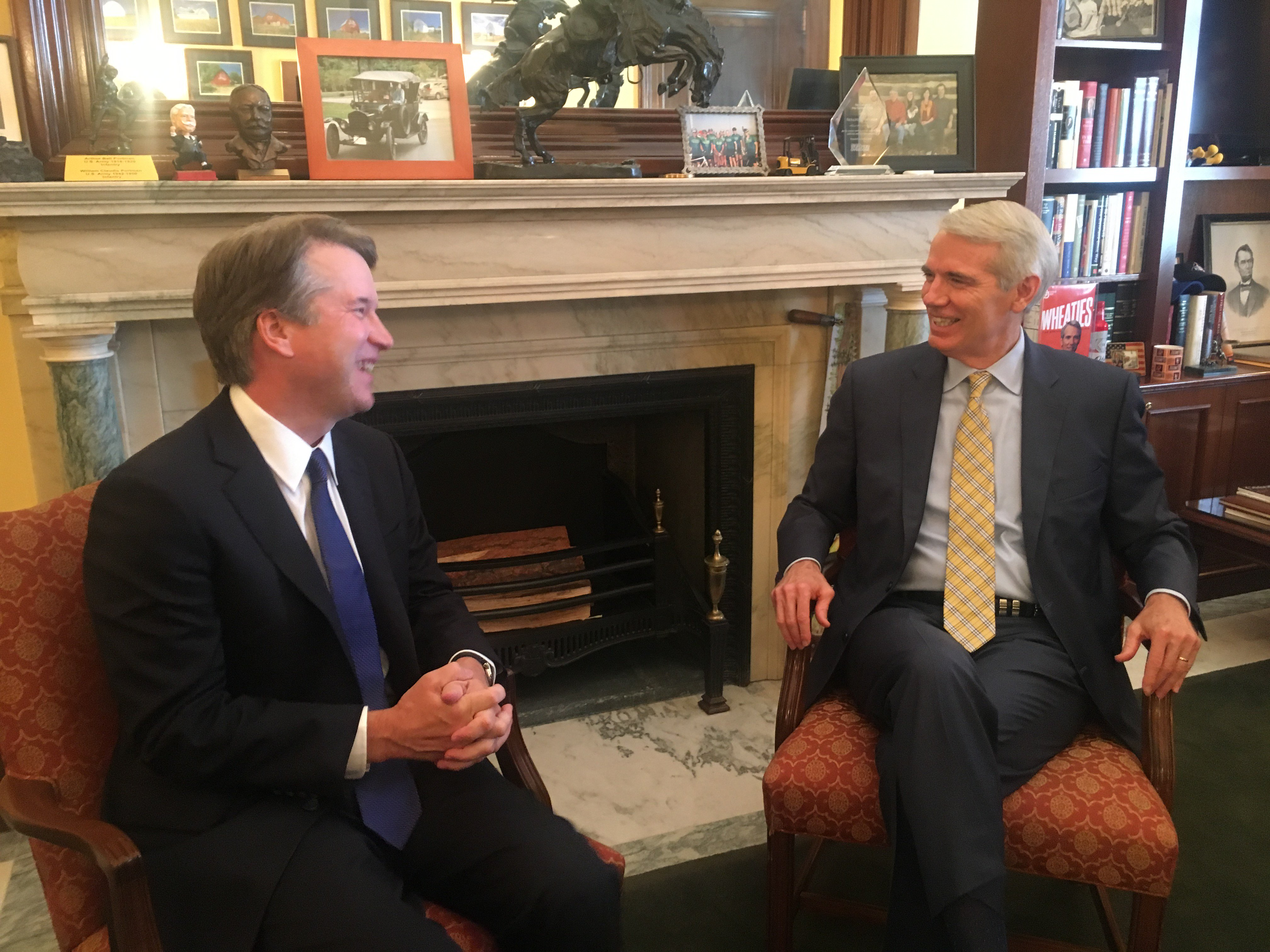
波特曼与美国最高法院大法官布雷特·卡瓦诺（2018年7月11日）

## 政治主張

### 社會政策
他反對停止醫療補助因為該計劃為受俄亥俄州鴉片危機影響的人提供了補助。

## 荣誉

### 外国勋章奖章
- 一等功绩勋章（乌克兰，2022年8月23日公布[6]）

## 外部連結
- 參議員罗伯·波特曼 （页面存档备份，存于）官方參議院網站
- 罗伯·波特曼競選網站 （页面存档备份，存于）
- 中的“罗伯·波特曼”
- C-SPAN內的頁面（英文）
- Background and collected news at The Washington Post
- 美國國會國家人物傳記大辭典中的傳記
- 由華盛頓郵報維護的投票記錄
- 智慧投票计划中的傳記、投票紀錄及利益集團評級
- Congressional profile at GovTrack
- Congressional profile at OpenCongress
- Issue positions and quotes at On the Issues
- Financial information at OpenSecrets.org
- Staff salaries, trips and personal finance at LegiStorm.com
- 聯邦選舉委員會中的競選財務報告和數據
- Appearances on C-SPAN programs
- 查理·羅斯訪談錄上的出場
- 網路電影資料庫上的亮相頁面
- Collected news and commentary at The New York Times
- Works by or about 罗伯·波特曼 in libraries (WorldCat catalog)
- Profile at Ballotpedia

| 美国众议院               | 美国众议院                                                | 美国众议院           |
| ------------------------ | --------------------------------------------------------- | -------------------- |
| 前任者： 比爾·格雷迪森   | 俄亥俄州第二國會選區 眾議院議員 1993年－2005年            | 繼任者： 吉恩·施密特 |
| 官衔                     |                                                           |                      |
| 前任者： 罗伯特·佐利克   | 美國貿易代表 2005年－2006年                               | 繼任者： 苏珊·施瓦布 |
| 前任者： 約書亞·博爾頓   | 美国行政管理和预算局局長 2006年－2007年                   | 繼任者： 吉姆·諾斯   |
| 政党职务                 |                                                           |                      |
| 前任者： 喬治·沃伊諾維奇 | 美國參議員俄亥俄州共和黨被提名人 （第3類） 2010年、2016年 | 繼任者： JD·万斯     |
| 美国参议院               |                                                           |                      |
| 前任者： 喬治·沃伊諾維奇 | 俄亥俄州第3類參議員 2011年－2023年 與謝羅德·布朗同時在任  | 繼任者： JD·万斯     |